# يابونز
يابونز (بالإنجليزية: Yabons)‏ أرواح صديقة في أساطير استراليا، تساعد البشر، وكثيرا ما حذرتهم من أخطار قادمة.